# Lankesteria tethyi
Lankesteria tethyi is een soort in de taxonomische indeling van de Myzozoa, een stam van microscopische parasitaire dieren. Het organisme komt uit het geslacht Lankesteria en behoort tot de familie Lecudinidae. Lankesteria tethyi werd in 1953 ontdekt door Bogolepova.